# Prime Time Entertainment Network
A Prime Time Entertainment Network (também conhecida como PTEN) foi uma emissora de TV norte-americana de sinal aberto, que ficou no ar entre 20 de janeiro de 1993 até 27 de outubro de 1997. A rede transmitia principalmente programas dirigidos a adultos entre 18 a 54 anos. No seu auge, a programação do PTEN abrangia 93% dos Estados Unidos.
O PTEN foi lançado como uma potencial quinta rede de televisão aberta nos EUA. Originalmente, os grupos de estações envolvidos na retransmissão do Prime Time ajudaram a financiar os primeiros programas do canal, no entanto, esse acordo foi reestruturado no início do segundo ano da rede.

## Programação

### Series e Minisséries
- Babylon 5 (26 de Janeiro de 1994 – 27 de Outubro de 1997)[2]
- Kung Fu: The Legend Continues (27 de Janeiro de 1993 - 1º de Janeiro de 1997)
- The Wild West (22–26, de Março 1993)
- Pointman (26 de Janeiro – 27 de Novembro de 1995)
- Time Trax (20 de Janeiro de 1993 - 3 de Dezembro de 1994)[3]

### Filmes
- Babylon 5 (Telefilme que deu origem a série, exibido em 1993)
- Pointman (Telefilme que deu origem a série, exibido em 1994)
- Island City (2 de Março de 1994)
- The History of Rock 'n' Roll (6 de Março de 1995)